# I Don't Like You at All, Big Brother!!
I Don't Like You at All, Big Brother!! (Japans: お兄ちゃんのことなんかぜんぜん好きじゃないんだからねっ!!, Hepburn: Oniichan no Koto Nanka Zenzen Suki Janain Dakara ne!!) (vaak afgekort als OniSuki) is een Japanse seinen mangaserie geschreven en geïllustreerd door Kouichi Kusano die van augustus 2008 tot september 2016 werd geserialiseerd op Futabasha's Web Comic High! service. Het is gelicenseerd in Noord-Amerika door Seven Seas Entertainment. Het werd door Zexcs bewerkt tot een animeserie die in Japan werd uitgezonden tussen 9 januari 2011 en 27 maart 2011. Een extra original video animation (OVA) aflevering is ook uitgebracht. Een ''image song'' CD en een mini CD soundtrack werd bewerkt van de anime.

## Verhaal
Nao Takanashi houdt van haar broer Shūsuke, ondanks het incesttaboe. Nao denkt dat Shūsuke haar bloedverwant is, maar in feite is ze een geadopteerde dochter, wiens ouders zijn overleden. Nadat Nao dit te weten is gekomen, wil ze normaal verliefd worden op Shūsuke omdat broers en zussen door adoptie volgens de Japanse familiewet mogen trouwen. Ze krijgt echter concurrentie van Shūsuke's jeugdvriendin, Iroha Tsuchiura, en zijn klassenvoorzitster en yaoi-minnaar, Mayuka Kondō.

## Personages

### Hoofdpersonages
Nao Takanashi (高梨 奈緒, Takanashi Nao)
Ingesproken door: Eri Kitamura.
Nao is de geadopteerde dochter van de familie Takanashi en houdt heimelijk van haar pleegbroer Shūsuke. Ze gaat zelfs zover dat ze alles over hem weet in een obsessieve mate. Tien jaar geleden was ze betrokken bij een auto-ongeluk waarbij haar ouders omkwamen en ze haar geheugen verloor. Ze doet verschillende pogingen om de aandacht van Shūsuke te trekken, waaronder het weggooien van zijn niet-incest porno. Ze ergert zich vooral aan andere meisjes die dichtbij hem proberen te komen. Haar echte naam wordt nooit genoemd en haar huidige naam is dezelfde als die van haar overleden biologische moeder.
Shūsuke Takanashi (高梨 修輔, Takanashi Shūsuke)
Ingesproken door: Toshiyuki Toyonaga / Hiromi Igarashi (kind).
Shūsuke is de zoon van de Takanashi familie. Hij is nogal pervers, bezit een groot aantal pornoblaadjes en is altijd op zoek naar mogelijkheden om panty's te bekijken. Sinds kort gebruikt hij de term "not betraying Nao", wat betekent dat hij van haar houdt, of in ieder geval wil dat zij hem ziet als een goede oudere broer. Hij geeft toe enige romantische belangstelling voor Nao te hebben. Hij is zich niet bewust van Nao's kennis van de waarheid over hun relatie of het feit dat zij op de hoogte is van al zijn vuile gewoonten. Hij is een zware slaper en Nao moet hem wakker maken voor school, niet dat ze dat erg vindt want het geeft haar de gelegenheid om dingen te doen die ze normaal niet zou doen als hij wakker was, kortom dit is het moment waarop ze haar ware zelf laat zien.
Iroha Tsuchiura (土浦 彩葉, Tsuchiura Iroha)
Ingesproken door: Marina Inoue.
Iroha is Shūsuke's jeugdvriend van voor Nao's adoptie. Als kind speelde ze vaak 'doktertje' met hem (wat Shūsuke's excuus was om haar naakt te zien), ze beweert Shūsuke's geliefde te zijn en maakt voortdurend avances naar hem. Ze is ook iets van een stalker, die hem in zijn huis door een telescoop in de gaten houdt en een nachtkijker gebruikt om hem te stalken. Ze wordt zelfs een "echte stalker" genoemd vanwege haar zeer gedetailleerde verslagen van Shūsuke's nachtelijke acties en activiteiten. Ze is in constante concurrentie met Nao over Shūsuke's affecties, hoewel ze soms samenwerken als iemand anders zijn aandacht trekt. Vreemd genoeg, ondanks het feit dat ze openlijk heeft verklaard dat ze bereid is seks te hebben met Shūsuke, en zelfs de eerste stap heeft gezet, lijkt hij dit niet te willen. Er wordt gehint dat dit kan komen doordat hij gelooft dat zijn daden haar zo gemaakt hebben.
Mayuka Kondō (近藤 繭佳, Kondō Mayuka)
Ingesproken door: Kazusa Aranami.
Shūsuke's klasgenoot en klassenvoorzitter, met een sterke interesse in Boy's Love magazines. Wanneer Shūsuke per ongeluk een van haar tijdschriften verscheurt, maakt ze hem tot haar 'huisdier'. Ze dwingt hem expliciete BL-tijdschriften te kopen en te recenseren, wat zij interpreteert als een gedeelde interesse. Ondanks dat Shūsuke denkt dat ze hem op een gegeven moment zal vragen iets meer pervers te doen, behandelt ze hem meer als een vriendje - ze maakt bento's voor hem en komt hem op tijd wakker maken voor school. Na verloop van tijd nemen haar gevoelens voor Shūsuke toe door zijn schijnbare acceptatie van haar BL-bladen. Hoewel ze bekent dat ze het gevoel heeft Shūsuke te willen domineren, verliest ze de herinnering aan het incident nadat ze door een vrachtwagen is aangereden.

### Bijpersonages
Keiichirō Kishikawa (岸川啓一郎, Kishikawa Keiichirō), Takumi Yamashiro (山代拓実, Yamashiro Takumi) en Daigo Kurosaki (黒崎大吾, Kurosaki Daigo).
Ingesproken door: Shinnosuke Tachibana, Kenta Matsumoto en Mitsuhiro Ichiki.
Gezamenlijk bekend als de A.G.E. Explorers (All Genre Ero Tankentai), zijn zij de vrienden van Shūsuke die samen voortdurend op zoek gaan naar erotisch materiaal van allerlei aard en dit delen. In de anime wordt geïmpliceerd dat Keiichirō homoseksuele gevoelens heeft voor Shūsuke, hoewel dit slechts zijn waanidee is door het trauma dat hij heeft ontwikkeld door gedwongen te worden BL-boeken te lezen.
Shūji Takanashi (高梨 修司, Takanashi Shūji)
Ingesproken door: Hideki Ogihara.
Shūji is Shūsuke's vader van wie hij zijn perverse aard lijkt te hebben geërfd. Hij neemt Nanaka mee naar een pornofilm op hun eerste afspraakje en probeert later een van de tijdschriften van zijn zoon in beslag te nemen.
Nanaka Takanashi (高梨 菜々香, Takanashi Nanaka)
Ingesproken door: Sayaka Ohara.
Nanaka is Shūsuke's moeder die haar zoon altijd ziet als een pervers kind.
Hirono Kusuhara (楠原 尋乃, Kusuhara Hirono)
Ingesproken door: Ryoko Shiraishi.
Hirono is Nao's vriendin die zich afvraagt waarom zowel Iroha als Nao van Shusuke houden.
Haruka Katō (加藤 春華, Katō Haruka)
Ingesproken door: Eriko Nakamura.
Haruka is Nao's vriendin.
Shizuru (静留)
Ingesproken door: MAKO.
Een fictief personage uit een eroge met een zusje als thema die Shūsuke heeft en die vaak opduikt in zijn perverse dromen, meestal veroorzaakt door bijna-doodervaringen.
Richika Matsuhiro (松代 莉智香, Matsuhiro Richika)
Een huisleraar die is ingehuurd om Shūsuke te helpen studeren voor zijn examens. Haar methoden zijn een beetje extreem, want ze dwingt een limiet af op Shūsuke's masturbatie om hem te laten focussen op zijn studie. Ze lijkt gevoelens te hebben voor haar eigen broer.

### Originele personages uit de anime
Ran Yatagai (谷田貝 蘭, Yatagai Ran)
Ingesproken door: Minori Chihara.
Ze is een cosplayer die onder de schuilnaam 'Princess Leila' speelt en erg opgaat in haar rollenspel, wat suggereert dat ze een erg losse greep op de realiteit heeft. Ze lijkt Shūsuke te versieren en noemt hem 'haar redder', en laat hem vele vreemde beproevingen ondergaan, waarvan later blijkt dat ze hem traint om een krijgerrol te spelen in een cosplay evenement.
Rin Yatagai (谷田貝 凛, Yatagai Rin)
Ingesproken door: Rina Satō.
De oudere tweelingzus van Ran. Ze ergert zich vaak aan haar zus, die haar vaak 'kloon' noemt. Hoewel ze Nao aanvankelijk lijkt te helpen om Ran's gekke plannen te stoppen, wordt later onthuld dat ze een lesbienne is die geïnteresseerd is geraakt in Nao's lippen en ook een harem van meisjes achter haar aandacht lijkt te hebben. Uiteindelijk kust ze per ongeluk Iroha en vindt ze haar leuk.

## Media

### Manga
De originele manga, geschreven en geïllustreerd door Kouichi Kusano, begon de serialisatie op Futabasha's Web Comic High! service vanaf 29 augustus 2008. De serialisatie eindigde in september 2016 met een totaal van twaalf uitgebrachte volumes. Seven Seas Entertainment bracht de manga uit in Noord-Amerika van augustus 2012 tot maart 2019.

### Audio CD's
Een CD met image songs, getiteld Oniichan no Koto Nanka Zenzen Suki Janain Dakara ne!!! Character Songs - Uta Nanka Zenzen Uta Itakunain Dakara ne!!! (「お兄ちゃんのことなんかぜんぜん好きじゃないんだからねっ!!」キャラクターソング 歌なんかぜんぜん歌いたくないんだからねっ!!), werd op 13 maart 2011 uitgebracht door Starchild Records. De CD bevat één schijf bestaande uit elf verschillende korte tracks, en de totale lengte van de schijf is vijf minuten en negenendertig seconden. Ook de Oniichan no Koto Nanka Zenzen Suki Janain Dakara ne!!! DVD met alle twaalf afleveringen van de anime bevat ook een bonus-CD met de themaliedjes voor de opening en het einde, en de bijbehorende vocale versies.

### Anime
I Don't Like You at All, Big Brother!! is door Zexcs bewerkt tot een 12-delige animeserie, die in Japan tussen 9 januari 2011 en 27 maart 2011 is uitgezonden op het Chiba TV-netwerk. De televisie-uitzending bevat vele censuurbalken die elke aflevering tientallen pantyscènes. Deze zijn verwijderd voor de Blu-ray versies van de afleveringen. De anime werd geregisseerd door Keitaro Motonaga.
Een extra OVA-aflevering werd opgenomen op het laatste Blu-ray volume, uitgebracht op 13 juli 2011. Het openingsthema is "Taste of Paradise" van Eri Kitamura en het eindthema is "Ari Ari Future" (アリアリ未来, Ari Ari Mirai) van Kitamura, Marina Inoue en Kazusa Aranami.